# 诺韦莱
诺韦莱，是西班牙巴伦西亚自治区巴伦西亚省的一个市镇。总面积2平方公里，总人口633人（2001年），人口密度317人/平方公里。